# Ghiacciaio Srite
Il ghiacciaio Srite (in inglese Srite Glacier) è un ghiacciaio lungo circa 37 km situato sulla costa di Orville, nella parte sud-orientale della Terra di Palmer, in Antartide. Il ghiacciaio, il cui punto più alto si trova a circa 940 m s.l.m., fluisce in direzione est e sud-est a partire dal nunatak Janke, nei monti Hauberg, fino ad andare ad alimentare la parte occidentale della piattaforma glaciale Filchner-Ronne.

## Storia
Il ghiacciaio Srite è stato mappato grazie a ricognizioni terrestri dello United States Geological Survey e a fotografie aeree scattate dalla marina militare statunitense tra il 1961 e il 1967; in seguito è stato così battezzato dal Comitato consultivo dei nomi antartici in onore del comandante David A. Srite, della marina militare statunitense, navigatore capo di un LC-130 in supporto alla divisione geologica presente in quest'area dal 1977 al 1978 e ufficiale comandante dell'Antarctic Development Squadron Six, dal 1979 al 1980, e della forza di supporto navale in Antartide dal 1985 al 1987.